# إيرين وورث
إيرين وورث (بالإنجليزية: Irene Worth) هي ممثلة أمريكية، ولدت في 23 يونيو 1916 بأوماها في الولايات المتحدة، وتوفيت في 9 مارس 2002 بنيويورك في الولايات المتحدة بسبب نوبة قلبية وسكتة. بدأت مشوارها المهني سنة 1948، ومن الجوائز التي نالتها الأكاديمية البريطانية لفنون السينما والتلفزيون سنة 1958 وجائزة إيمي ورتبة الإمبراطورية البريطانية وجائزة توني لأفضل ممثلة مسرحية ‏ سنة 1965 وجائزة توني لأفضل ممثلة مسرحية ‏ سنة 1976 وجائزة توني لأفضل ممثلة بارزة في مسرحية ‏ سنة 1991.

## أعمال

### أفلام
- (1971) نيكولاس وأليكساندرا

## جوائز وترشيحات
جوائز
- الأكاديمية البريطانية لفنون السينما والتلفزيون (1958)
- جائزة إيمي
- رتبة الإمبراطورية البريطانية
- جائزة توني لأفضل ممثلة مسرحية [الإنجليزية]‏ (1965)
- جائزة توني لأفضل ممثلة مسرحية [الإنجليزية]‏ (1976)
- جائزة توني لأفضل ممثلة بارزة في مسرحية [الإنجليزية]‏ (1991)

ترشيحات
- جائزة توني لأفضل ممثلة مسرحية [الإنجليزية]‏ (1960)
- جائزة توني لأفضل ممثلة مسرحية [الإنجليزية]‏ (1977)

## وصلات خارجية
- إيرين وورث على موقع IMDb (الإنجليزية)
- إيرين وورث على موقع الموسوعة البريطانية (الإنجليزية)
- إيرين وورث على موقع ألو سيني (الفرنسية)
- إيرين وورث على موقع ميوزك برينز (الإنجليزية)
- إيرين وورث على موقع أول موفي (الإنجليزية)
- إيرين وورث على موقع قاعدة بيانات برودواي على الإنترنت (الإنجليزية)
- إيرين وورث على موقع قاعدة بيانات الأفلام السويدية (السويدية)
- إيرين وورث على موقع إن إن دي بي (الإنجليزية)
- إيرين وورث على موقع قاعدة بيانات الفيلم (الإنجليزية)
- إيرين وورث على موقع كينوبويسك (الروسية)